# Gerald Folland
Gerald Budge Folland (Salt Lake City, 4 giugno 1947) è un matematico statunitense.
Le sue aree di interesse sono l'analisi armonica (sia nello spazio euclideo che nei gruppi di Lie), le equazioni differenziali e la fisica matematica. Il titolo della sua dissertazione di dottorato alla Princeton University (1971) è "The Tangential Cauchy-Riemann Complex on Spheres".
È autore di numerosi libri di testo in analisi matematica.
Nel 2012 è diventato un collega della American Mathematical Society.

## Opere
- A Guide to Advanced Real Analysis, Washington, D.C. : Mathematical Association of America, 2009.
- Quantum Field Theory : A Tourist Guide for Mathematicians, Providence, R.I. : American Mathematical Society, 2008.
- Advanced Calculus, Prentice-Hall, 2002.
- Real Analysis: Modern Techniques and their Applications (2nd ed.), John Wiley, 1999, ISBN 978-0-471-31716-6.
- "The uncertainty principle: a mathematical survey", J. Fourier Anal. Appl. 4 (1997), 207–238 (con A. Sitaram).
- Introduction to Partial Differential Equations (2nd ed.), Princeton University Press, 1995.
- A Course in Abstract Harmonic Analysis, CRC Press, 1995.
- Fourier Analysis and Its Applications, Pacific Grove, Calif. : Wadsworth & Brooks/Cole Advanced Books & Software, 1992.
- Harmonic Analysis in Phase Space, Princeton University Press, 1989.[1]
- Lectures on Partial Differential Equations : lectures delivered at the Indian Institute of Science, Bangalore, Springer, 1983.
- Hardy Spaces on Homogeneous Groups (con Elias M. Stein), Princeton University Press, 1982.[1]
- "Estimates for the ∂b complex and analysis on the Heisenberg group", Comm. Pure Appl. Math. 27 (1974), 429–522 (con E. M. Stein)